# Giampietrino
Giampetrino (właściwie Giovanni Pietro Rizzoli) – włoski artysta renesansowy, uczeń Leonarda da Vinci.
Pomagał w malowaniu Ostatniej Wieczerzy. Był jednym z najlepszych naśladowców Leonarda.
Około lat 1510–1511 namalował Klęczącą Ledę. Kopia Giampietrina została w 1756 roku wystawiona w Paryżu, gdzie kupił ją landgraf heski. Na wystawie obraz został zatytułowany Caritas Leonarda da Vinci. W następnych latach przypisano autorstwo obrazu Giampietrino. Około 1515–1520 roku wykonał kopię Ostatniej Wieczerzy. Obraz ten znajdował się w Certosie w Pawii, następnie trafił do Magdalen College w Oksfordzie.
Gimapietrino namalował również obrazy pt. Nimfa Egeria (Coll. Brivio Sforza w Mediolanie), Wenus i Kupido (Coll. Nembimi w Mediolanie), Kleopatra (Luwr), Dydona (Coll. Borromeo w Isola Belli) oraz obraz ołtarzowy pt. Madonna i Dzieciątko ze św. Hieronimem i św. Janem Chrzcicielem (1515).

## Galeria

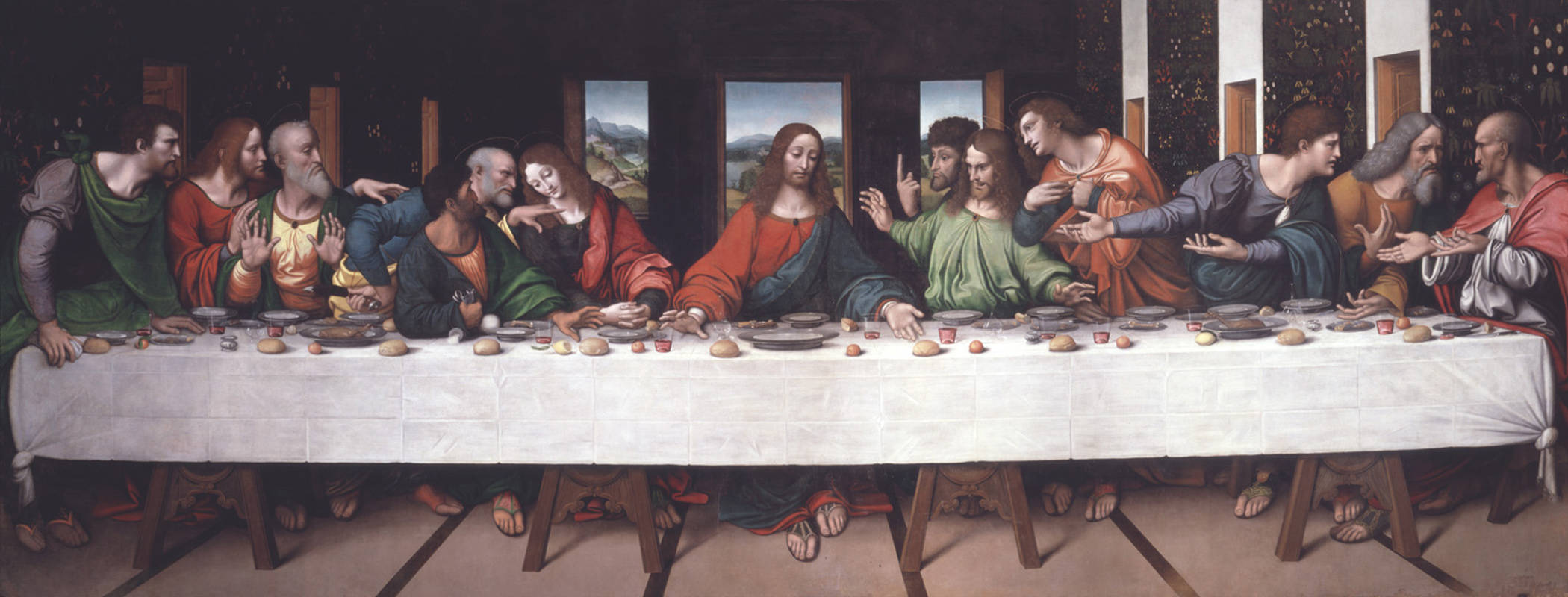
Kopia Ostatniej Wieczerzy
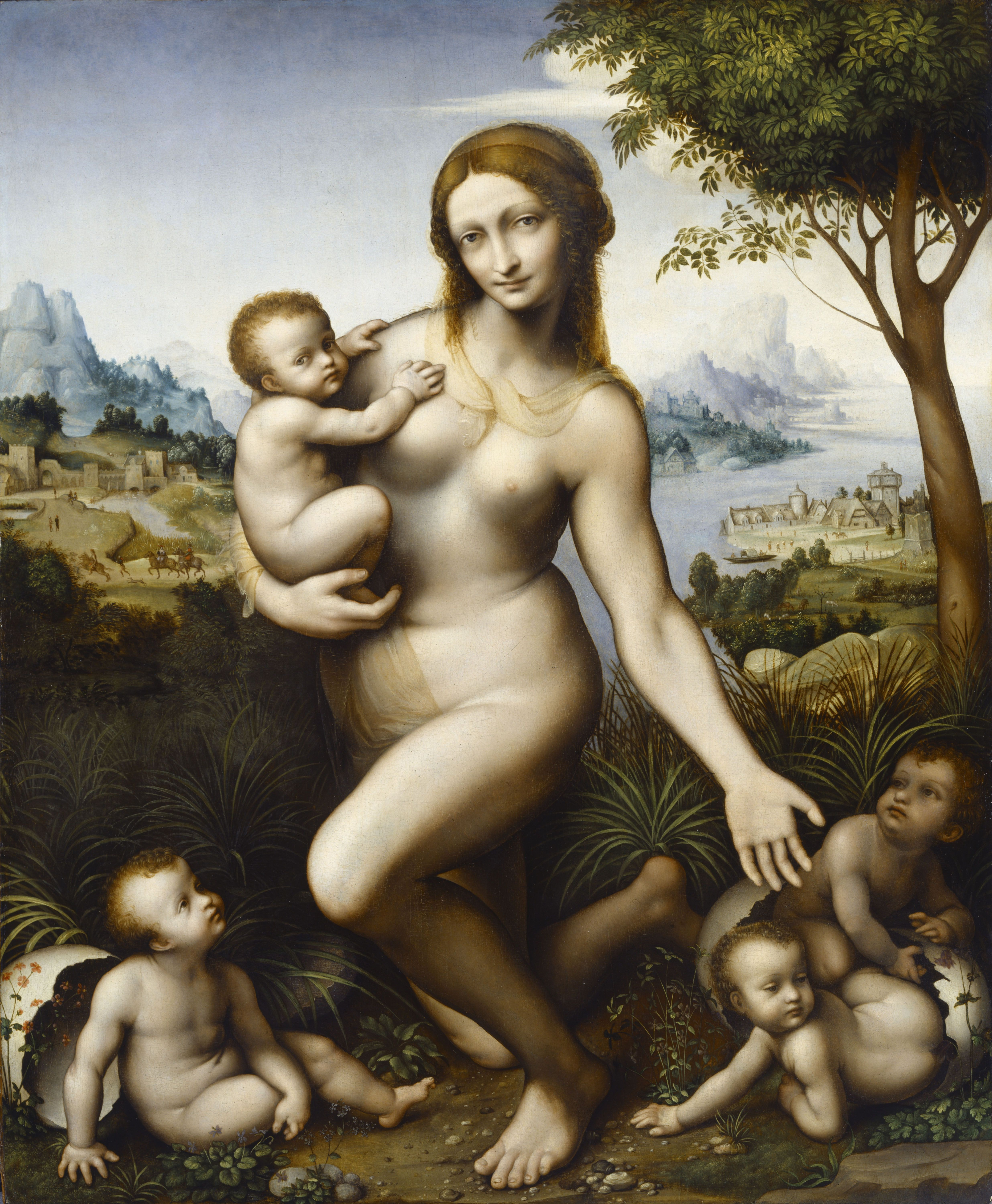
Klęcząca Leda
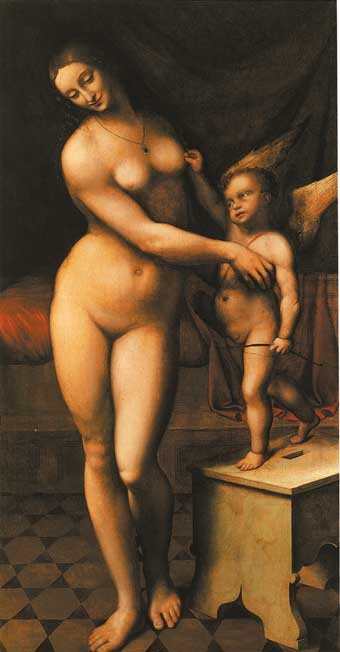
Wenus i Kupido
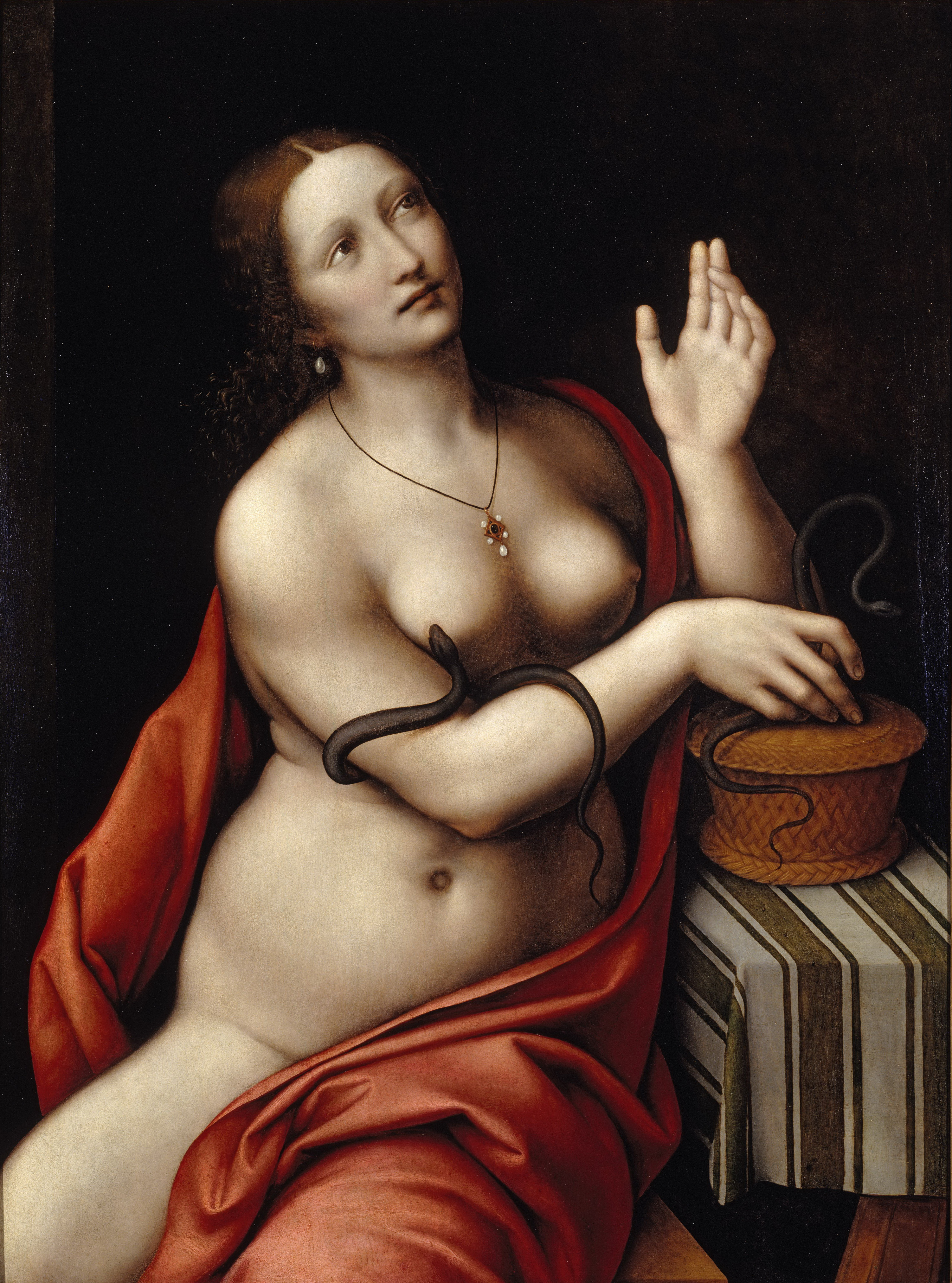
Kleopatra